# Otto Roller
Otto Roller (* 21. Februar 1927 in Oberjesingen bei Herrenberg; † 10. Mai 2017 in Speyer) war ein deutscher Archäologe.

## Leben
Otto Roller studierte Ur- und Frühgeschichte in Tübingen, wo er 1955 mit der Dissertation Die Steingeräte der Mumbahöhle. Ein Beitrag zur Kenntnis der Vorgeschichte Ostafrikas promoviert wurde. 1954 kam er nach Speyer, wo er in der Bodendenkmalpflege und im Historischen Museum der Pfalz arbeitete. 1964 wurde er korrespondierendes Mitglied des Deutschen Archäologischen Instituts. Von 1977 bis zum Ruhestand 1992 war er Direktor des Historischen Museums der Pfalz. In seine Zeit als Direktor fiel die Generalsanierung des Museumsbaus und die Errichtung des Neubaus für Ausstellungen, der 1990 eröffnet werden konnte. Von 1977 bis 1993 war er geschäftsführender Vorsitzender des Historischen Vereins der Pfalz.
Sein wissenschaftliches Hauptinteresse galt der Erforschung der Römerzeit in der Pfalz. Er hielt Vorlesungen an den Universitäten Kaiserslautern und Mannheim.

## Veröffentlichungen (Auswahl)
- Die Steingeräte der Mumbahöhle. Ein Beitrag zur Kenntnis der Vorgeschichte Ostafrikas. Dissertation Tübingen 1955.
- Zur Datierung von St. German I. Ein Beitrag zur Kenntnis der ältesten Geschichte des Klosters St. German. In: St. German in Stadt und Bistum Speyer. Speyer 1957, S. 39–48.
- Die römische Terra-Sigillata-Töpfereien von Rheinzabern (= Kleine Schriften zur Kenntnis der römischen Besetzungsgeschichte Südwestdeutschlands Nr. 1). Gesellschaft für Vor- u. Frühgeschichte in Württemberg und Hohenzollern, Stuttgart 1965.
- Die wirtschaftliche Entwicklung des pfälzischen Raumes während der Römerzeit. In: Beiträge zur pfälzischen Wirtschaftsgeschichte. Speyer 1968.
- Die Oberrheinlande in der Römerzeit. In: Zeitschrift für die Geschichte des Oberrheins 117 = NF 78, 1969, S. 1–25.
- Die römischen Töpfereien von Blickweiler, Kr. St. Ingbert, und Eschweiler Hof, Gem. Kirkel-Neuhausel, Kr. Homburg. In: Saarland (= Führer zu vor- und frühgeschichtlichen Denkmälern Bd. 5). Zabern, Mainz 1975, S. 134–138.
- Das Historische Museum der Pfalz. In: Das Das Landesarchiv Speyer. Festschrift zur Übergabe des Neubaues. Koblenz 1987, S. 256–259.
- Kaiser Domitians Weinedikt. Es spricht für die Anfänge des Weinbaus in der Pfalz bereits um das Jahr 1100. In: Stimme der Pfalz 52, 3, 2001, S. 13–14.